# 黑點斯氏脂䲁
黑點斯氏脂䲁（學名：Starksia melasma），為輻鰭魚綱䲁形目脂䲁科斯氏脂䲁屬的一個種，分布於中西大西洋波多黎各的德塞切奧島和美屬維京群島聖克羅伊島海域，深度0至30公尺，本魚體長，扁平，頭鈍，眼、鼻孔和頸背觸鬚不分支，背鰭硬棘與鰭條之間有缺刻，雄魚第一臀鰭棘長與鰭的其餘部分分離，變為性器官，側線連續，前段拱起，後段直，側線鱗片15-19枚，體紅褐色至綠褐色，可能有微弱的橫紋，沿側腹有1-2排小黑點，背部約有9個深色鞍狀斑，延伸至背鰭基部，嘴唇褐色，眼下有一道窄而淡的橫帶，頭部和嘴下有許多不規則的小淡點，臀鰭近邊緣有一道深色條紋；雄魚在第1至第4背鰭硬棘處有一大斑點，背鰭硬棘18-20枚、背鰭軟條7-9枚、臀鰭硬棘2枚、臀鰭軟條15-16枚，體長可達2.1公分，棲息在岩石區，生活習性不明。